# Hymanella retenuova
Hymanella retenuova és una espècie de triclàdide planàrid que habita a Amèrica del Nord.

## Morfologia

### Morfologia externa
Els espècimens madurs mesuren entre 7 i 14 mm de longitud i entre 1,3 i 2,5 mm d'amplada. El cap presenta una forma truncada, tot i que a vegades pot semblar de forma lleugerament triangular. Els cantons laterals del cap són arrodonits i no hi ha cap constricció similar a un coll a darrere. Presenten dos ulls força més distanciats de l'extrem anterior del cap que dels marges laterals. La coloració és grisenca o marronosa. Vius s'assemblen molt a les espècies pigmentades de Phagocata o Planaria.

### Morfologia interna

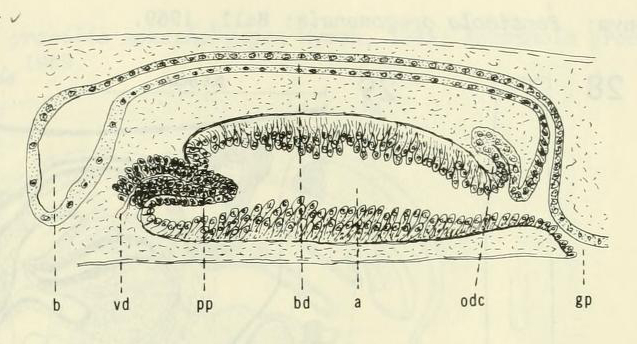
Aparell copulador de H. retenuova. Abreviacions: a, atri genital; b, bursa copulatrix; bd, conducte o canal de la bursa; gp, gonopor o obertura genital; odc, oviducte comú; pp, papil·la peniana; vd, vas deferent o conducte espermàtic.

Els testicles no s'han analitzat bé, però podrien estar en una posició dorsolateral i prefaríngea. El penis és molt petit, sense bulb, i consisteix en una petita papil·la peniana travessada pel conducte ejaculador que es forma per la unió de dos conductes espermàtics. L'atri genital és molt gran, constituït únicament per l'atri masculí que al seu extrem posterior rep l'obertura de l'oviducte comú des del costat dorsal. La bursa copulatrix és de mida variable, i el conducte de la bursa més aviat estret. Aquest corre per sobre l'atri i s'arqueja cap avall, cap al gonopor, a la part posterior. No es diferencia una vagina separada.

## Reproducció
Els ous són de forma el·lipsoide, sense pedicel. Es mantenen dins l'atri fins a quatre setmanes abans d'ésser dipositats.

## Distribució
H. retenuova està àmpliament distribuïda a l'est d'Amèrica del Nord, des de Massachusetts fins a Carolina del Nord i Louisiana i cap a l'oest fins a Ontario.